# チェスター・W・ニミッツ・ジュニア
チェスター・ウィリアム・ニミッツ・ジュニア（Chester William Nimitz.Jr.、1915年2月17日 - 2002年1月2日）は、アメリカ合衆国の海軍軍人。第二次世界大戦中の太平洋艦隊司令長官チェスター・ニミッツの長男。最終階級は少将。

## 経歴
1915年2月17日ニューヨーク州ブルックリン海軍工廠の病院で父チェスター・ニミッツと母キャサリン・ヴァンスの間に生まれる。当時父ニミッツはブルックリンのワシントン通り415番地に住んでおり、ブルックリン海軍工廠で給油艦モーミーの建造に従事していた。家族は父母のほか前年に生まれた姉ケイトがいた。1936年アナポリスを卒業し少尉に任官する。1941年太平洋戦争開戦時はフィリピン沖で潜水艦乗組員として勤務についていた。1938年6月18日、メア・アイランド海軍造船所でニカラグア出身のイギリス系アメリカ人女性のジョアン・レオナ・ラベーンと結婚した。ニミッツ・ジュニアはレオナとの間にフランシス・メアリー、エリザベス・ジョーン、サラ・キャサリンの三人の娘を儲けたが息子には恵まれなかった。1945年には中佐に昇進し、潜水艦サーダの艦長に着任が予定されたが進水の9日前に日本がポツダム宣言を受諾、全軍に戦闘停止命令が下ったことからこれ以上の戦力増強は不要となりサーダはスクラップか就役かで激論が戦わされることとなった。ニミッツ・ジュニアは艦を救うべく数ヶ月に及ぶ議論を戦わせた。最終的にサーダはニミッツ・ジュニアの指揮下で1946年4月19日に就役した。
1957年に大佐で退役、退役軍人名簿上では名誉少将となる。退役後は会社員となり複数の企業に勤務した。
2002年、健康状態の悪化を苦にして妻と共に自殺した。